# اونا اونیل
اونا اونیل چاپلین (به انگلیسی: Oona O'Neill Chaplin) (۱۴ مه ۱۹۲۵ – ۲۷ سپتامبر ۱۹۹۱) بازیگر، دختر یوجین اونیل نمایشنامه‌نویس شهیر آمریکایی و برنده جایزه‌های نوبل ادبیات و پولیتزر و چهارمین همسر چارلی چاپلین بود.